# Cora (langue)
Pour les articles homonymes, voir Cora.
Le cora est une langue uto-aztèque du Sud parlée au Mexique, par les indiens coras, dans le Nord-Est de l'État de Nayarit, le long de la Sierra Madre occidentale.
En 2000, la variété d'El Nayar est parlée par 9 480 locuteurs et celle de Santa Teresa par 3 880 locuteurs.
Le cora est proche du huichol avec lequel il forme la branche des langues corachol.

## Variétés
Ethnologue, Languages of the World recense deux variétés de cora : le cora d'El Nayar et celui de Santa Teresa.
Glottolog reconnait les mêmes variétés et les séparent en plusieurs dialectes :
- Cora d'El Nayar
  - Cora de Jesús María
  - Cora de La Mesa del Nayar
  - Cora de Presidio de los Reyes
  - Cora de San Francisco
- Cora de Santa Teresa
  - Cora de Dolores
  - Cora nucléaire de Santa Teresa
  - Cora de Rosarito
  - Cora de San Blasito
  - Cora de San Juan Corapan

## Écriture
| Majuscules | A | C | Ch | E | H | I | Ɨ | J | L | M | N | Ny | P | Q | R | S | T | Ty | Tz | U | V | X | Y | Ꞌ |
| Minuscules | a | c | ch | e | h | i | ɨ | j | l | m | n | ny | p | q | r | s | t | ty | tz | u | v | x | y | ꞌ |

## Phonologie

### Voyelles
|         | Antérieure    | Centrale      | Postérieure   |
| ------- | ------------- | ------------- | ------------- |
| Fermée  | i [i] iː [iː] | ɨ [ɨ] ɨː [ɨː] | u [u] uː [uː] |
| Moyenne | e [e] eː [eː] |               | o [o] oː [oː] |
| Ouverte |               | a [a] aː [aː] |               |

### Consonnes
|               |               | Bilabiale | Dentale | Latérale | Palatale       | Vélaire | Glottale |
| ------------- | ------------- | --------- | ------- | -------- | -------------- | ------- | -------- |
| Occlusives    | Occlusives    | p [p]     | t [t]   |          | ty [c]         | k [k]   | ʔ [ʔ]    |
| Fricatives    | Fricatives    | v [v]     | s [s]   |          | š [ʃ]          |         | h [h]    |
| Affriquées    | Affriquées    |           | c[ts]   |          | č [tʃ] čy[tʃʲ] |         |          |
| Nasales       | Nasales       | m [m]     | n [n]   |          | ñ [ɲ]          |         |          |
| Liquides      | Liquides      |           | r [r]   | l [l]    |                |         |          |
| Semi-voyelles | Semi-voyelles | w [w]     |         |          | y [j]          |         |          |